# George Seaton
Pour les articles homonymes, voir Seaton.
George Seaton, né le 17 avril 1911 à South Bend (Indiana) et mort le 28 juillet 1979  à Beverly Hills (Los Angeles), est un scénariste, réalisateur et producteur de cinéma américain.

## Filmographie

### Comme réalisateur
- 1945 : Broadway en folie (Diamond Horseshoe)
- 1945 : Junior Miss
- 1947 : L'Extravagante Miss Pilgrim (The Shocking Miss Pilgrim)
- 1947 : Le Miracle de la 34e rue (Miracle on 34th Street)
- 1948 : L'Amour sous les toits (Apartment for Peggy)
- 1949 : Le Débrouillard (Chicken Every Sunday)
- 1950 : La Ville écartelée (The Big lift)
- 1950 : On va se faire sonner les cloches (For Heaven's Sake)
- 1952 : Tout peut arriver (Anything Can Happen)
- 1953 : Le Petit Garçon perdu (Little Boy Lost)
- 1954 : Une fille de la province (The Country Girl)
- 1956 : The 28th Annual Academy Awards (TV)
- 1956 : Un magnifique salaud (The Proud and Profane)
- 1957 : Williamsburg: The Story of a Patriot
- 1958 : Le Chouchou du professeur (Teacher's Pet)
- 1961 : Mon séducteur de père (The Pleasure of His Company)
- 1962 : Trahison sur commande (The Counterfeit Traitor)
- 1963 : Un homme doit mourir (The Hook)
- 1964 : 36 Heures avant le débarquement (36 Hours)
- 1968 : L'Intrus magnifique (What's So Bad About Feeling Good?)
- 1970 : Airport
- 1973 : Duel dans la poussière (Showdown)

### Comme scénariste
- 1935 : The Winning Ticket de Charles Reisner
- 1937 : Un jour aux courses (A Day at the Races)
- 1940 : Le docteur se marie (The Doctor Takes a Wife)
- 1940 : This Thing Called Love
- 1941 : Une nuit à Rio (That Night in Rio)
- 1941 : Soirs de Miami (Moon over Miami)
- 1941 : Charley's Aunt
- 1942 : Le Nigaud magnifique (The Magnificent Dope) de Walter Lang
- 1943 : The Meanest Man in the World de Sidney Lanfield
- 1943 : L'Île aux plaisirs (Coney Island)
- 1943 : Le Chant de Bernadette (The Song of Bernadette)
- 1944 : The Eve of St. Mark
- 1945 : Diamond Horseshoe
- 1945 : Junior Miss
- 1947 : L'Extravagante Miss Pilgrim (The Shocking Miss Pilgrim)
- 1947 : Le Miracle de la 34e rue (Miracle on 34th Street)
- 1948 : L'Amour sous les toits (Apartment for Peggy)
- 1949 : Le Débrouillard (Chicken Every Sunday)
- 1950 : La Ville écartelée (The Big lift)
- 1950 : On va se faire sonner les cloches (For Heaven's Sake)
- 1952 : Tout peut arriver (Anything Can Happen)
- 1953 : Le Petit Garçon perdu (Little Boy Lost)
- 1954 : Une fille de la province (The Country Girl)
- 1956 : Un magnifique salaud (The Proud and Profane)
- 1959 : Miracle on 34th Street (TV)
- 1962 : Trahison sur commande (The Counterfeit Traitor)
- 1964 : 36 Heures avant le débarquement (36 Hours)
- 1968 : L'Intrus magnifique (What's So Bad About Feeling Good?)
- 1970 : Airport
- 1973 : Duel dans la poussière (Showdown)
- 1973 : Miracle on 34th Street (TV)

### Comme producteur
- 1951 : Rhubarb, le chat millionnaire
- 1952 : Aaron Slick from Punkin Crick
- 1952 : Somebody Loves Me
- 1954 : Une fille de la province (The Country Girl)
- 1955 : Les Ponts de Toko-Ri (The Bridges at Toko-Ri)
- 1957 : Du sang dans le désert (The Tin Star)
- 1958 : Le Chouchou du professeur (Teacher's Pet)
- 1959 : But Not for Me
- 1960 : Les Pièges de Broadway (The Rat Race)
- 1962 : Trahison sur commande (The Counterfeit Traitor)
- 1963 : Le Motel du crime (Twilight of Honor)
- 1968 : L'Intrus magnifique (What's So Bad About Feeling Good?)
- 1973 : Duel dans la poussière (Showdown)